# European League femminile 2011
La III European League di pallavolo femminile si è svolta dal 27 maggio al 16 luglio 2011. Dopo la fase a gironi che si è giocata dal 27 maggio al 10 luglio, la fase finale, a cui si qualificate le prime classificate dei tre gironi di qualificazione, più la Turchia, paese ospitante (in questo caso si è qualificata la migliore seconda, essendo la Turchia arrivata prima nel proprio girone), si è svolta dal 15 al 16 luglio ad Istanbul, in Turchia. Alla competizione hanno partecipato 12 squadre nazionali europee e la vittoria finale è andata per la terza volta consecutiva alla Serbia.

## Gironi
| Girone A                     | Girone B                            | Girone C                            |
| ---------------------------- | ----------------------------------- | ----------------------------------- |
| Francia Grecia Serbia Spagna | Bulgaria Israele Rep. Ceca Ungheria | Bielorussia Croazia Romania Turchia |

## Fase finale -Istanbul
|  | Semifinali | Semifinali | Semifinali |         |        | Finale 1º/2º posto | Finale 1º/2º posto | Finale 1º/2º posto |  |
|  |            |            |            |         |        |                    |                    |                    |  |
|  | Serbia     | Serbia     | 3          |         |        |                    |                    |                    |  |
|  | Serbia     | Serbia     | 3          |         |        |                    |                    |                    |  |
|  | Rep. Ceca  | Rep. Ceca  | 0          |         |        |                    |                    |                    |  |
|  | Rep. Ceca  | Rep. Ceca  | 0          |         | Serbia | Serbia             | 3                  |                    |  |
|  |            |            |            |         | Serbia | Serbia             | 3                  |                    |  |
|  |            |            | Turchia    | Turchia | 0      |                    |                    |                    |  |
|  | Turchia    | Turchia    | Turchia    | Turchia | 0      | 3                  |                    |                    |  |
|  | Turchia    | Turchia    |            |         |        | 3                  |                    |                    |  |
|  | Bulgaria   | Bulgaria   | 0          |         |        | Finale 3º/4º posto | Finale 3º/4º posto | Finale 3º/4º posto |  |
|  | Bulgaria   | Bulgaria   | 0          |         |        |                    |                    |                    |  |
|  |            |            |            |         |        |                    |                    |                    |  |
|  |            |            |            |         |        | Rep. Ceca          | Rep. Ceca          | 0                  |  |
|  |            |            |            |         |        | Rep. Ceca          | Rep. Ceca          | 0                  |  |
|  |            |            |            |         |        | Bulgaria           | Bulgaria           | 3                  |  |

## Podio

### Campione
Template:Serbia femminile pallavolo European League 2011

### Secondo posto
Template:Turchia femminile pallavolo European League 2011

### Terzo posto
Template:Bulgaria femminile pallavolo European League 2011

## Classifica finale
| Classifica | Squadre     |
| ---------- | ----------- |
|            | Serbia      |
|            | Turchia     |
|            | Bulgaria    |
| 4          | Rep. Ceca   |
| 5          | Romania     |
| 6          | Francia     |
| 7          | Bielorussia |
| 8          | Spagna      |
| 9          | Ungheria    |
| 10         | Israele     |
| 11         | Croazia     |
| 12         | Grecia      |